# Ratte
Pour les articles homonymes, voir Ratte (homonymie).
Ratte est une commune française située dans le département de Saône-et-Loire, en région Bourgogne-Franche-Comté.

## Géographie
Ratte fait partie de la Bresse louhannaise.

### Climat
Pour des articles plus généraux, voir Climat de la Bourgogne-Franche-Comté et Climat de Saône-et-Loire.
En 2010, le climat de la commune est de type climat océanique dégradé des plaines du Centre et du Nord, selon une étude du Centre national de la recherche scientifique s'appuyant sur une série de données couvrant la période 1971-2000. En 2020, Météo-France publie une typologie des climats de la France métropolitaine dans laquelle la commune est exposée à un climat semi-continental et est dans la région climatique Bourgogne, vallée de la Saône, caractérisée par un bon ensoleillement (1 900 h/an), un été chaud (18,5 °C), un air sec au printemps et en été et des vents faibles.
Pour la période 1971-2000, la température annuelle moyenne est de 11 °C, avec une amplitude thermique annuelle de 17,8 °C. Le cumul annuel moyen de précipitations est de 1 018 mm, avec 11,8 jours de précipitations en janvier et 8,2 jours en juillet. Pour la période 1991-2020, la température moyenne annuelle observée sur la station météorologique de Météo-France la plus proche, « Montpont », sur la commune de Montpont-en-Bresse à 14 km à vol d'oiseau, est de 11,8 °C et le cumul annuel moyen de précipitations est de 1 026,2 mm. 
La température maximale relevée sur cette station est de 40,3 °C, atteinte le 31 juillet 2020 ; la température minimale est de −16,5 °C, atteinte le 20 décembre 2009,,.
Les paramètres climatiques de la commune ont été estimés pour le milieu du siècle (2041-2070) selon différents scénarios d'émission de gaz à effet de serre à partir des nouvelles projections climatiques de référence DRIAS-2020. Ils sont consultables sur un site dédié publié par Météo-France en novembre 2022.

## Urbanisme

### Typologie
Au 1er janvier 2024, Ratte est catégorisée commune rurale à habitat dispersé, selon la nouvelle grille communale de densité à sept niveaux définie par l'Insee en 2022.
Elle est située hors unité urbaine. Par ailleurs la commune fait partie de l'aire d'attraction de Louhans, dont elle est une commune de la couronne,. Cette aire, qui regroupe 15 communes, est catégorisée dans les aires de moins de 50 000 habitants,.

### Occupation des sols
L'occupation des sols de la commune, telle qu'elle ressort de la base de données européenne d’occupation biophysique des sols Corine Land Cover (CLC), est marquée par l'importance des territoires agricoles (87 % en 2018), en diminution par rapport à 1990 (88,3 %). La répartition détaillée en 2018 est la suivante : zones agricoles hétérogènes (48 %), prairies (39 %), forêts (8,4 %), zones urbanisées (4,6 %). L'évolution de l’occupation des sols de la commune et de ses infrastructures peut être observée sur les différentes représentations cartographiques du territoire : la carte de Cassini (XVIIIe siècle), la carte d'état-major (1820-1866) et les cartes ou photos aériennes de l'IGN pour la période actuelle (1950 à aujourd'hui).

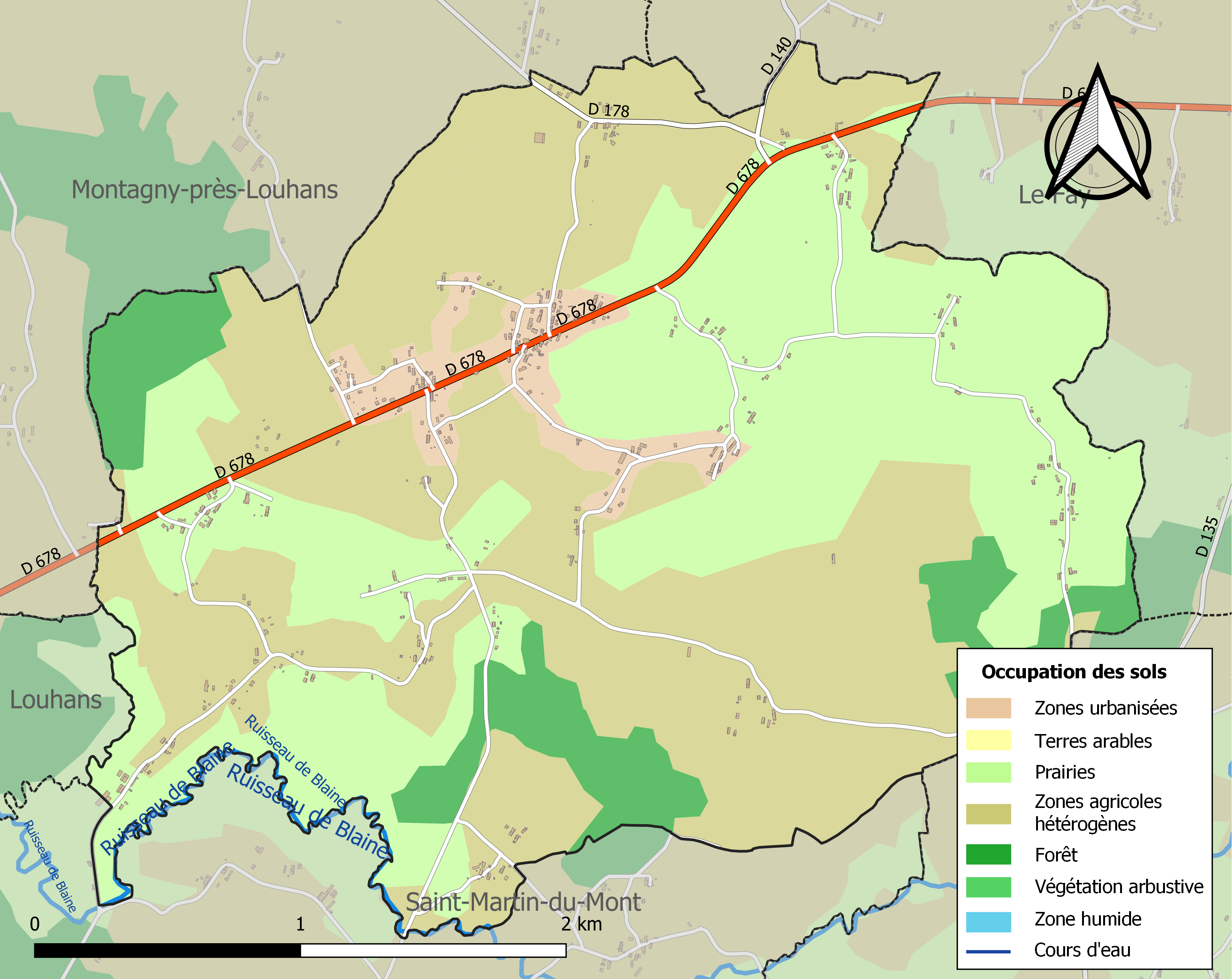
Carte des infrastructures et de l'occupation des sols de la commune en 2018 (CLC).

## Histoire
Le village aurait été constitué durant le Moyen Âge central, avec l'installation des seigneurs de la Baume.
Un château a alors été construit, à l’est de l’église actuelle. Il aurait été assiégé et détruit par les huguenots lors des guerres de Religion, entre 1565 et 1569 ; toutefois, la chapelle aurait été à peu près sauvegardée.
Pendant la Révolution, cette ancienne chapelle castrale fut mise en vente (vers 1797), mais les habitants de Ratte, n’acceptant pas que celle-ci soit confiée à un démolisseur, se cotisèrent pour racheter la chapelle et le cimetière attenant : c’est ainsi que le lieu de culte de Ratte put renaître, et l’église y fut reconstruite entre 1830 et 1841.

## Politique et administration

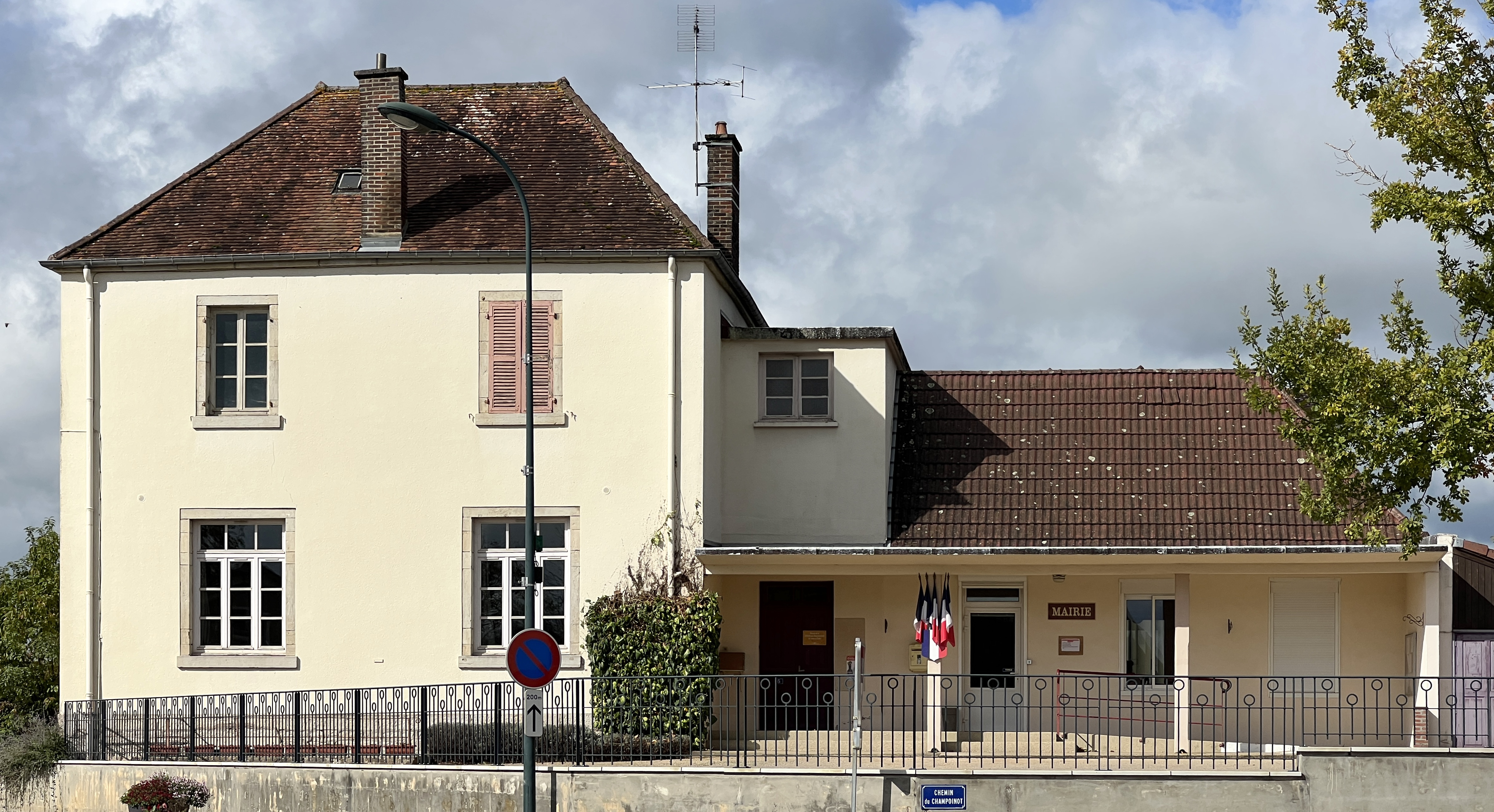
La mairie.

### Tendances politiques et résultats

#### Élections présidentielles
Le village de Ratte place en tête à l'issue du premier tour de l'élection présidentielle française de 2017, Marine Le Pen (RN) avec 34,57 % des suffrages. Mais lors du second tour, Emmanuel Macron (LaREM) est en tête avec 51,11 %.

#### Élections législatives
Le village de Ratte faisant partie de la quatrième circonscription de Saône-et-Loire, place lors du 1er tour des élections législatives françaises de 2017, Cécile Untermaier (PS) avec 26,40 % ainsi que lors du second tour avec 69,78 % des suffrages.
Lors du 1er tour des élections législatives françaises de 2022, Cécile Untermaier (PS), députée sortante, arrive en tête avec 40,88 % des suffrages comme lors du second tour, avec cette fois-ci, 59,24 % des suffrages.

#### Élections régionales
Le village de Ratte place la liste « Notre Région Par Cœur » menée par Marie-Guite Dufay, présidente sortante (PS) et la liste « Pour la Bourgogne et la Franche-Comté » menée par Gilles Platret (LR) à égalité, lors du 1er tour des élections régionales de 2021 en Bourgogne-Franche-Comté, avec 28,10 % des suffrages. Lors du second tour, les habitants décideront de placer la liste de « Notre Région Par Cœur » menée par Marie-Guite Dufay, présidente sortante (PS) en tête, avec cette fois-ci, près de 42,74 % des suffrages. Devant les autres listes menées par Gilles Platret (LR) en seconde position avec 32,26 %, Julien Odoul (RN), troisième avec 23,39 % et en dernière position celle de Denis Thuriot (LaREM) avec 1,61 %. Il est important de souligner une abstention record lors de ces élections qui n'ont pas épargné Le village de Ratte avec lors du premier tour 57,24 % d'abstention et au second, 55,92 %.

#### Élections départementales
Le village de Ratte faisant partie du canton de Louhans place le binôme de Mathilde Chalumeau (DVD) et de Anthony Vadot (DVD), en tête, dès le 1er tour des élections départementales de 2021 en Saône-et-Loire avec 66,14 % des suffrages. Lors du second tour, les habitants décideront de placer de nouveau le binôme de Mathilde Chalumeau (DVD) et de Anthony Vadot (DVD) en tête, avec cette fois-ci, près de 81,15 % des suffrages. Devant l'autre binôme menée par Cyriak Cuenin (RN) et Annie Hassler (RN) qui obtient 18,85 %. Il est important de souligner une abstention record lors de ces élections qui n'ont pas épargné le village de Ratte avec lors du premier tour 57,24 % d'abstention et au second, 55,92 %.

### Liste des maires de Ratte
| Période                                  | Période          | Identité          | Étiquette      | Qualité                           |
| ---------------------------------------- | ---------------- | ----------------- | -------------- | --------------------------------- |
|                                          | 1983             | Gaston Boisson    | PS             | Cultivateur, responsable agricole |
| 1983                                     | 2020             | Jacky Rodot       | UMP-LR         | Retraité Fonction publique        |
| 2020                                     | 2021 (démission) | Marie-Anne Basset | sans étiquette | Retraitée Fonction publique       |
| 2022                                     | 2026             | Élise Myat        | sans étiquette | Graphiste et enseignante          |
| Les données manquantes sont à compléter. |                  |                   |                |                                   |

Le 27 octobre 2021, Marie-Anne Basset, alors maire du village depuis un an, décide de démissionner de ces fonctions à la suite de mauvaise relation au sein de son équipe municipale.

## Démographie
L'évolution du nombre d'habitants est connue à travers les recensements de la population effectués dans la commune depuis 1793. Pour les communes de moins de 10 000 habitants, une enquête de recensement portant sur toute la population est réalisée tous les cinq ans, les populations de référence des années intermédiaires étant quant à elles estimées par interpolation ou extrapolation. Pour la commune, le premier recensement exhaustif entrant dans le cadre du nouveau dispositif a été réalisé en 2005.

En 2022, la commune comptait 371 habitants, en évolution de +1,64 % par rapport à 2016 (Saône-et-Loire : −1,06 %, France hors Mayotte : +2,11 %).
| 1793 | 1800 | 1806 | 1821 | 1831 | 1836 | 1841 | 1846 | 1851 |
| ---- | ---- | ---- | ---- | ---- | ---- | ---- | ---- | ---- |
| 687  | 565  | 630  | 701  | 760  | 769  | 721  | 729  | 726  |

| 1856 | 1861 | 1866 | 1872 | 1876 | 1881 | 1886 | 1891 | 1896 |
| ---- | ---- | ---- | ---- | ---- | ---- | ---- | ---- | ---- |
| 698  | 666  | 680  | 695  | 712  | 748  | 741  | 760  | 671  |

| 1901 | 1906 | 1911 | 1921 | 1926 | 1931 | 1936 | 1946 | 1954 |
| ---- | ---- | ---- | ---- | ---- | ---- | ---- | ---- | ---- |
| 682  | 699  | 678  | 657  | 651  | 612  | 607  | 550  | 512  |

| 1962 | 1968 | 1975 | 1982 | 1990 | 1999 | 2005 | 2006 | 2010 |
| ---- | ---- | ---- | ---- | ---- | ---- | ---- | ---- | ---- |
| 480  | 430  | 421  | 393  | 378  | 341  | 365  | 371  | 385  |

| 2015 | 2020 | 2022 | - | - | - | - | - | - |
| ---- | ---- | ---- | - | - | - | - | - | - |
| 369  | 369  | 371  | - | - | - | - | - | - |

## Culte
Ratte relève de la paroisse Saint-Pierre en Louhannais, qui compte vingt-deux communes pour vingt-et-un clochers, et dont le centre est Louhans.

## Lieux et monuments
Sont à voir à Ratte :
- l'église, sous le vocable de Notre-Dame de l’Assomption[23] ;
- la croix de mission faisant face à l'église, qui date de 1898 (restaurée en 2008) ;
- le moulin de la Croix (en direction de Saint-Martin-du-Mont), avec roue à aubes, construit en 1689, propriété de l'écomusée de la Bresse bourguignonne, qui abrite un musée « à l’ancienne » (les lieux se visitent durant les journées du patrimoine de pays et des moulins et pour les Journées européennes du patrimoine).

## Pour approfondir